# Гаспари, Максим
Максим Гаспари (словен. Maksim Gaspari; 26 января 1883, Selšček, Церкница — 14 ноября 1980, Любляна) — словенский художник, который известен своими картинами и иллюстрациями, а также многочисленными почтовыми карточками с фольклорными мотивами и сценами из сельской жизни.

## Биография
Гаспари родился в поселении Сельшчеке под Церкницей во Внутренней Крайне в 1883 году. Он изучал рисунок в Венской академии изобразительных искусств, но не мог содержать себя финансово, поэтому вернулся в Камник, где жил до отъезда в Вену. Позже он некоторое время учился в Мюнхене и поселился в Любляне в 1913 году, где преподавал искусство. Он умер в Любляне в 1980 году.
Сегодня Гаспари наиболее известен почтовыми карточками с сельскими мотивами и приветствиями, а также политическими посланиями. Коллекция его открыток хранится в Национальной и университетской библиотеке в Любляне. Он также иллюстрировал многочисленные книги и журналы. В 1949 году он получил премию Левстика за иллюстрации к произведению Корнея Чуковского «Тараканище». В 1953 году он получил премию Прешерена за достижения в живописи.
С 1972 года он был постоянным членом Словенской академии наук и искусств.